# Felgueiras
Felgueiras è un comune portoghese di 57 595 abitanti situato nel distretto di Porto.

## Società

### Evoluzione demografica
| Popolazione di Felgueiras (1801 – 2004) | Popolazione di Felgueiras (1801 – 2004) | Popolazione di Felgueiras (1801 – 2004) | Popolazione di Felgueiras (1801 – 2004) | Popolazione di Felgueiras (1801 – 2004) | Popolazione di Felgueiras (1801 – 2004) | Popolazione di Felgueiras (1801 – 2004) | Popolazione di Felgueiras (1801 – 2004) | Popolazione di Felgueiras (1801 – 2004) |
| --------------------------------------- | --------------------------------------- | --------------------------------------- | --------------------------------------- | --------------------------------------- | --------------------------------------- | --------------------------------------- | --------------------------------------- | --------------------------------------- |
| 1801                                    | 1849                                    | 1900                                    | 1930                                    | 1960                                    | 1981                                    | 1991                                    | 2001                                    | 2004                                    |
| 11413                                   | 15614                                   | 22973                                   | 25424                                   | 38895                                   | 48015                                   | 51248                                   | 57595                                   | 58553                                   |

## Suddivisioni amministrative
Dal 2013 il concelho (o município, nel senso di circoscrizione territoriale-amministrativa) di Felgueiras è suddiviso in 20 freguesias principali (letteralmente, parrocchie).

### Freguesias
1. Macieira da Lixa: Macieira da Lixa, Caramos
2. Margaride (Santa Eulália): Margaride (Santa Eulália), Várzea, Lagares, Varziela, Moure
3. Pedreira: Pedreira, Rande, Sernande
4. Torrados: Torrados, Sousa
5. Unhão: Unhão, Lordelo
6. Vila Cova da Lixa: Vila Cova da Lixa, Borba de Godim
7. Vila Fria: Vila Fria, Vizela (São Jorge)
8. Vila Verde: Vila Verde, Santão
9. Aião
10. Airães
11. Friande
12. Idães
13. Jugueiros
14. Penacova
15. Pinheiro
16. Pombeiro da Ribavizela
17. Refontoura
18. Regilde
19. Revinhade
20. Sendim